# Val Amélio
Audival Amélio da Silva Neto, ou simplesmente Val Amélio (Maceió, 11 de dezembro de 1993), é um político brasileiro filiado ao Partido Renovador Trabalhista Brasileiro (PRTB).

## Biografia
Nas eleições de 2014, obteve 58.095 votos, conquistando a primeira suplência da coligação formada, além do PRTB, por PPL e PMN. Assumiu o cargo em 25 de Maio de 2016 após o titular, Cícero Almeida, solicitar licença de 122 dias para tratamento de saúde e para cuidar de sua candidatura à prefeitura de Maceió.
Val Amélio é filho do ex-Deputado Estadual por cinco mandatos e ex-presidente do Tribunal de Contas do Estado de Alagoas Cícero Amélio, um dos envolvidos no chamado Escândalo das Taturanas. Seu avô Audival Amélio foi vereador em Maceió pela extinta Arena, partido de sustentação do Regime Militar, na década de 70. Seu tio Arnaldo Fontan também foi vereador em Maceió, chegando a presidente da Câmara Municipal.

## Ligações Externas
- Perfil Oficial no portal da Câmara dos Deputados